# 唐書璇
唐書璇（英語：Cecile Tang Shu Shuen，1938年—），美籍华裔香港导演。為香港時裝設計師唐書琨妹妹、香港女填詞人唐書琛堂姊，民國滇系軍閥唐繼堯孫女。

## 生平
唐書璇在香港土生土長，美国南加州大学畢業。1968年，唐書璇返回香港，執導《董夫人》，獲得金馬獎最富創意特別獎、最佳女主角、最佳攝影獎和最佳美術設計獎。1972年，唐書璇執導《再见中国》。1975年，唐書璇執導《十三不搭》，创办电影双周刊《大特写》。1979年，唐書璇執導《暴发户》，之后移居美国。

## 外部連結
- 唐書璇在互联网电影资料库（IMDb）上的資料（英文）